# 1151
| Calendário gregoriano                                                        | 1151 MCLI                                            |
| Ab urbe condita                                                              | 1904                                                 |
| Calendário arménio                                                           | 600 – 601                                            |
| Calendário bahá'í                                                            | -693 – -692                                          |
| Calendário budista                                                           | 1695                                                 |
| Calendário chinês                                                            | 3847 – 3848 Início a 20 de janeiro (aproximadamente) |
| Calendário copta                                                             | 867 – 868                                            |
| Calendário etíope                                                            | 1143 – 1144                                          |
| Calendários hindus - Vikram Samvat - Calendário nacional indiano - Cáli Iuga | 1206 – 1207 1072 – 1073 4251 – 4252                  |
| Calendário Holoceno                                                          | 11151                                                |
| Calendário islâmico                                                          | 546 – 547                                            |
| Calendário judaico                                                           | 4911 – 4912                                          |
| Calendário persa                                                             | 529 – 530                                            |
| Calendário rúnico                                                            | 1401                                                 |
| Calendário solar tailandês                                                   | 1694                                                 |

1151 (MCLI, na numeração romana) foi um ano comum do século XII do Calendário Juliano, da Era de Cristo, e a sua letra dominical foi G (52 semanas), teve início numa segunda-feira e terminou também numa segunda-feira. No reino de Portugal estava em vigor a Era de César que já contava 1189 anos.
| Ano completo                         |
| ------------------------------------ |
| Ano comum com início à segunda-feira |

## Eventos
- A primeira apólice de seguros contra incêndios e contra os efeitos da peste negra é emitida na Islândia.
- D. Afonso Henriques tenta, em vão, tomar Alcácer do Sal.
- Tentativa de aliança do almóada ibne Cassi, governador de Silves, com D. Afonso Henriques contra Abde Almumine, senhor do Garb. A aliança viria, porém, a custar a vida a ibne Cassi, assassinado pela população de Silves no mesmo ano.
- Início da construção da Igreja Matriz da Louriceira.

## Mortes
- 23 de Abril - Adeliza de Lovaina, Rainha Consorte da Inglaterra entre 1121 e 1135 (n. 1103).
- 7 de Setembro - Godofredo V de Anjou.
- 7 de Novembro - Américo I, nobre francês e Visconde de Châtellerault (n. 1077).
- ? - Guy I de Dampierre, visconde de Troyes e Senhor de Dampierre-sur-l'Aube. (n. 1100).